# مارتن بلسنر
مارتن بلسنر (1900 - 1973 م) هو مستشرق يهودي.
عمل مساعدا لهلموت رتر في جامعة همبورك وبعدها مساعدا ليوليوس روسكا في معهد برلين لتاريخ العلوم. من آثاره: دراسة عن ابن وحشية ، نشرت في مجلة ZSVI.